# Apodacra pulchra
Apodacra pulchra är en tvåvingeart som beskrevs av Egger 1861. Apodacra pulchra ingår i släktet Apodacra och familjen köttflugor.
Artens utbredningsområde är Österrike. Inga underarter finns listade i Catalogue of Life.